# Pájaro Loco
El Pájaro Loco, Loquillo o Woody Carpintero (Woody Woodpecker en el inglés original), originalmente llamado El pájaro carpintero en TVE, es un personaje animado creado por Walter Lantz y diseñado originalmente por el dibujante Ben Hardaway, autor también de Bugs Bunny y el Pato Lucas, con quienes comparte un estilo alocado de comedia; como ellos, es un animal antropomorfo. 
Producido por Walter Lantz (Walter Lantz Productions) y distribuido por Universal Studios, el Pájaro Loco apareció a finales de la década de 1930 y apareció regularmente hasta 1972, cuando Walter Lantz cerró su estudio. Las repeticiones continúan al día de hoy en diferentes canales de televisión alrededor del mundo, y el personaje ha aparecido en varias producciones especiales, entre ellas la película ¿Quién engañó a Roger Rabbit?. Es una de las estrellas del cine de animación que tiene una estrella propia en el paseo de la fama de Hollywood.
A Walter Lantz se le ocurrió este personaje durante su viaje de luna de miel. Un día mientras llovía, escuchó un insistente pájaro carpintero que no dejaba de taladrar su techo. Molesto, salió fuera de la casa y arrojó una piedra para espantarlo, cosa que logró  no sin que antes el ave emitiera un grito muy particular que fue el que dio origen a la risa estridente y característica de este personaje. El creador presentaba cada episodio en su oficina y mostraba a los espectadores cómo se hacía cada historieta, enseñando los objetos primarios para crearlas, como las pinturas, acetatos y los storyboards.

## Origen

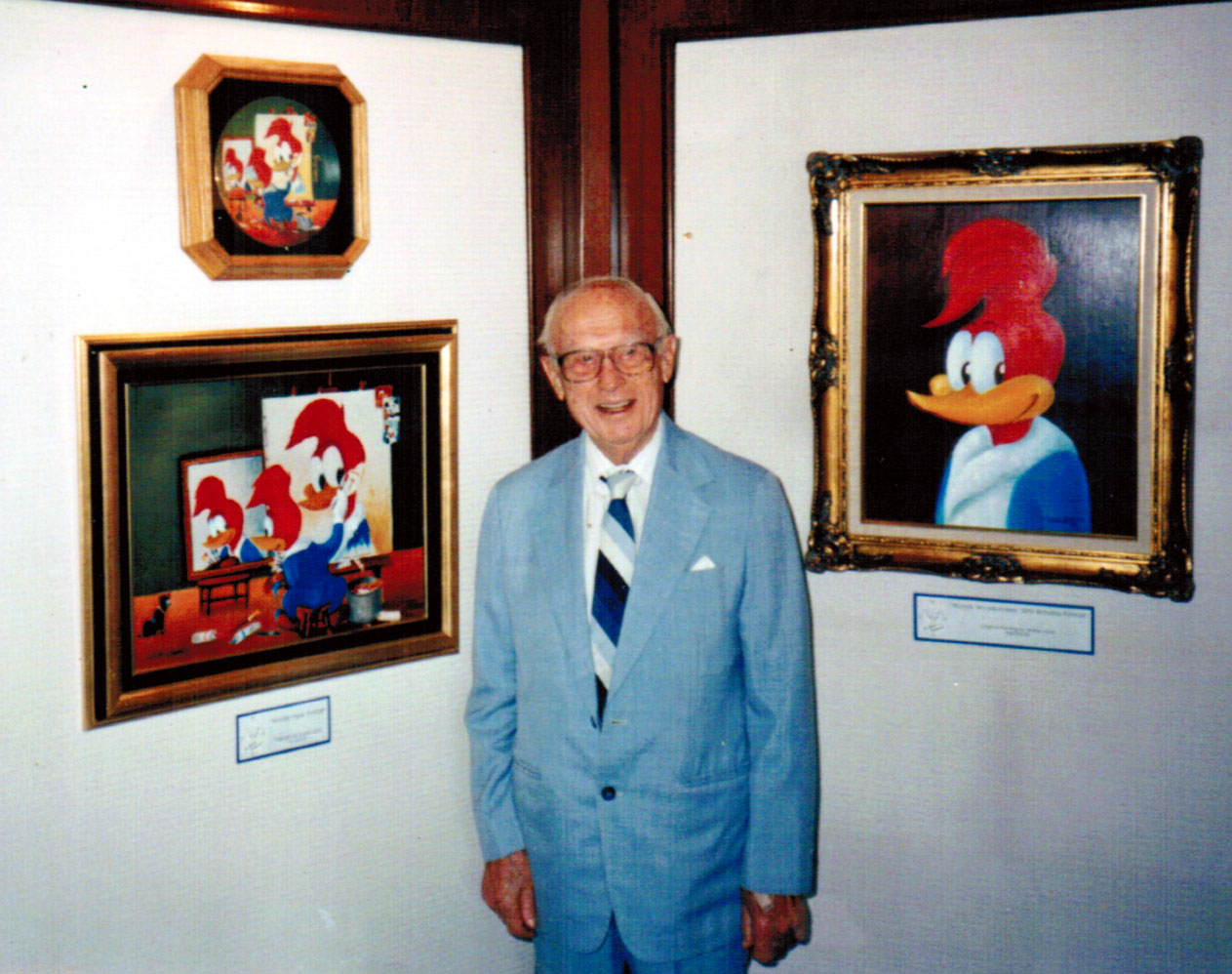
Walter Lantz, creador del personaje.

La inspiración para el personaje vino durante la luna de miel del productor con su esposa, Grace, en June Lake, California. Un ruidoso carpintero bellotero fuera de su cabaña mantuvo a la pareja despierta toda la noche, y cuando empezó a llover, se percataron de que el ave había hecho agujeros en el techo de la misma. Tanto Walter como Grace habían hablado con Rod Phelps, un abogado de Dallas, durante una visita, que Walter quería disparar al ave, pero Grace le aconsejó a su marido que hiciera una caricatura sobre el pájaro, y así nació el Pájaro Loco. Loquillo comparte muchas características en común con el pájaro cabecita roja y pito crestado en términos de tanto apariencia física además de su característica risa, el cual se parece al llamado del pito crestado. Dichas similitudes son aparentemente el resultado de la licencia artística de los creadores y han provocado mucha confusión en la comunidad de avistamiento de aves entre aquellos que han intentado clasificar la especie a la cual Loquillo pertenece.

## La serie
Este famoso personaje ha sido protagonista de 197 cortos y 350 películas de dibujos animados. En 1978, La Academia otorgó a Walter Lantz un Oscar Honorífico por su contribución al cine animado y por el Pájaro Loco.
La serie comprendía episodios de media hora que presentaba cortos no solo de Woody Woodpecker El Pájaro Loco, sino también de Andy Panda, Chilly Willy, Inspector Willoughby (El Bigote que Investiga), Wally Walrus (Pablo Morsa) y muchos más.
Fueron muy populares los cómics editados por la editorial mexicana Novaro, lo que hizo que El Pájaro Loco fuera conocido en formato impreso no solo en México sino que en lugares como Perú, Chile o Argentina.

## Variación de los nombres de los personajes
| México                                                                 | Brasil                     |                      |
| ---------------------------------------------------------------------- | -------------------------- | -------------------- |
| Pájaro Loco / Loquillo                                                 | Pica-Pau                   | Woody Woodpecker     |
| Pablo Morsa                                                            | Leôncio                    | Wally Walrus         |
| Piquín & Cocol (cortos antiguos) / Knothead y Splinter (serie de 1999) | Toquinho e Lasquita        | Knothead & Splinter  |
| Winnie Carpintera                                                      | Paulinha / Winnie Pica-Pau | Winnie Woodpecker    |
|                                                                        |                            | Smedley              |
| Pepe Gallinazo (cortos antiguos) / Buzz Buzzard (serie de 1999)        | Zeca Urubu                 | Buzz Buzzard         |
| Gabby Gator / Lalo el Lagarto                                          | Zé Jacaré                  | Gabby Gator          |
| Pingüi / Chilly Willy (serie de 1999)                                  | Picolino                   | Chilly Willy         |
| Señorita Meany                                                         | Meany Ranheta(1)           | Mrs. Meany           |
| Maxie el Oso Polar                                                     | Maxie o Urso Polar         | Maxie the Polar Bear |
| Pezuñas                                                                | Pé de Pano                 | Sugarfoot            |

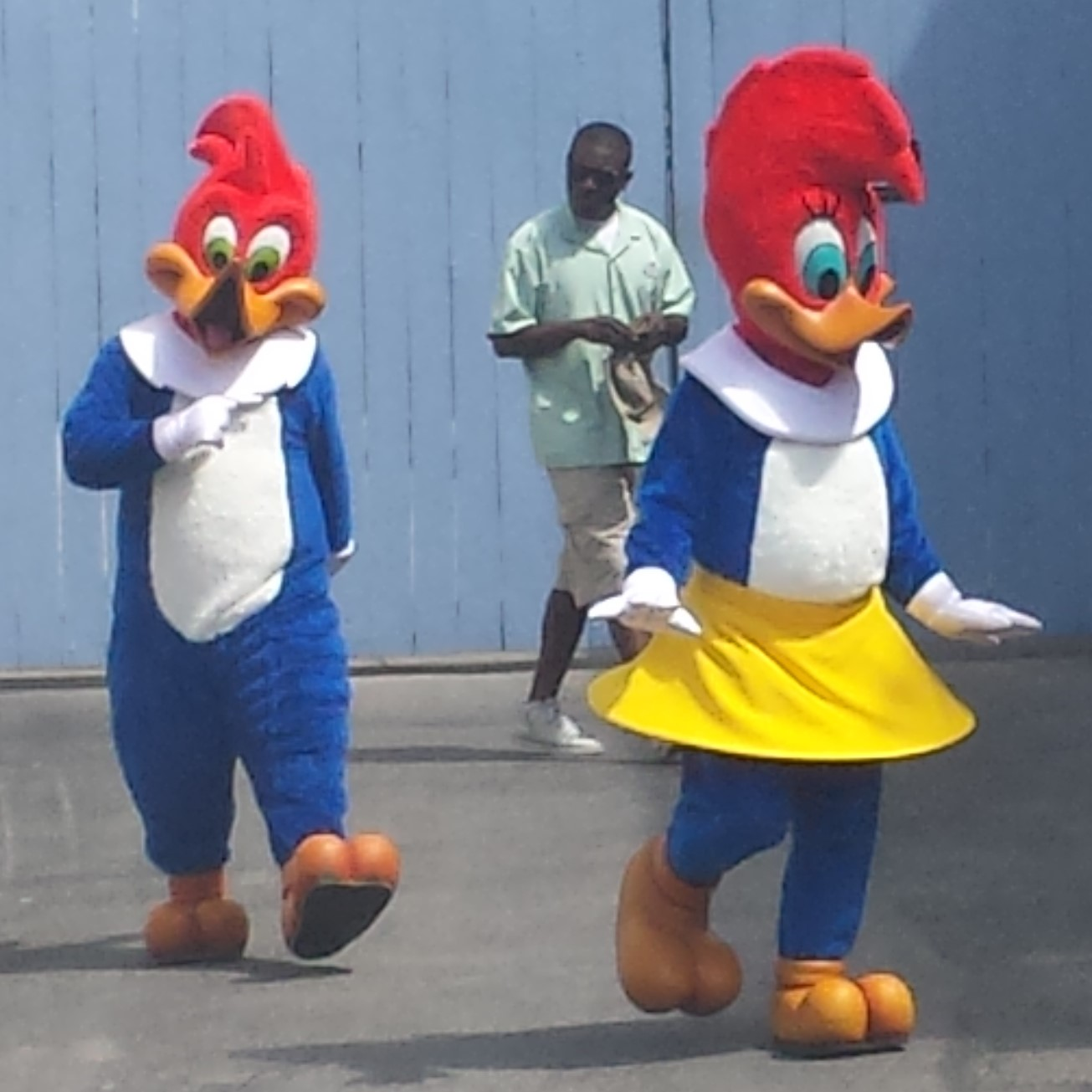
Disfraces de Woody y Winnie en Universal Studios Florida.

En El nuevo show del Pájaro Loco, sus nombres no fueron traducidos, utilizándose sus nombres originales (con excepción de Loquillo y de Pablo Morsa).
(1) Fue traducido literalmente como Senhorita Meany en la versión brasileña de El nuevo show del Pájaro Loco.
La voz del Pájaro Loco para Latinoamérica era interpretada por Jorge Arvizu.

## El Pájaro Loco en otros idiomas
| Idioma    | Nombre                                        |
| --------- | --------------------------------------------- |
| Sueco     | Hacke Hackspett                               |
| Italiano  | Picchiarello                                  |
| Portugués | Pica-Pau                                      |
| Danés     | Søren onot                                    |
| Francés   | Woody Woodpecker o Woody le Pic               |
| Noruego   | Hakke Hakkespett                              |
| Checo     | Datel Woody                                   |
| Búlgaro   | Уди Кълвача (Udy Kalvacha)                    |
| Húngaro   | Fakopáncs Frici                               |
| Finlandés | Nakke Nakuttaja                               |
| Ruso      | Вуди Вудпекер (Vudy Vudpeker)                 |
| Japonés   | ウッディー・ウッドペッカー (Woody Carpintero) |
| Chino     | 调皮啄木鸟                                    |
| Árabe     | نقار الخشب                                    |

## Series de televisión y películas
- The Woody Woodpecker Show (1957-1997, ABC, NBC, syndication: new interstitial footage bookending theatrical cartoons)
- The New Woody Woodpecker Show (1999-2002, Fox Kids)
- Woody Woodpecker (2018, YouTube)

### Desfile
- The 65th Annual Macy's Thanksgiving Day Parade (1991 - TV del Desfile)

### Servicio Público
- Let's all Recycle with Woody Woodpecker (1991 - Video de Servicio Público)

### Otras apariciones
- Destination Moon (1950, segmento)
- Spook-a-Nanny (1964, Especial de TV)
- Psycho III (1986, cameo)
- ¿Quién engañó a Roger Rabbit? (1988, cameo)
- Rex, un dinosaurio en Nueva York (1993, cameo)[cita requerida]
- Kids for Character (1996, cameo)
- From the Earth to the Moon (1998, segmento)
- Curse of Chucky (2013, cameo)
- Robot Chicken (2014, segmento)
- Stranger Things (2019, cameo)

### Película de 2017
Universal Studios e Illumination Entertainment, los creadores detrás del éxito de 2010, de la película de dibujos animados Despicable Me, tienen un plan para hacer un reinicio del largometraje de la franquicia de Woody Woodpecker. John Altschuler y Dave Krinsky están en conversaciones para desarrollar el guion, sin embargo el proyecto fue cancelado. En octubre de 2013, Bill Kopp fue seleccionado como director, pero eventualmente fue reemplazado por Alex Zamm.
En 2016 se anunció de manera ya oficial que la película se filmaría en Canadá y que la película sería un híbrido de animación CGI y acción en vivo con actores reales, al puro estilo de las películas basadas en los antiguos dibujos de Hanna-Barbera. La película estará protagonizada por Timothy Omundson, Thaila Ayala y Eric Bauza como la voz del Pájaro Loco. Debido a la alta popularidad del personaje en Brasil, el primer tráiler empezó a ser exhibido desde diciembre de 2016 y la película se estrenaría en dicho país en octubre de 2017. Un tráiler en español fue lanzado en junio de 2017, y la exhibición de la película en cines en el resto de Latinoamérica será entre noviembre de 2017 y febrero de 2018.

### Serie web
El 22 de noviembre de 2018, Deadline Hollywood informó que Universal 1440 Entertainment estaba produciendo una nueva serie animada en 2D. La serie debutó el 3 de diciembre de 2018 en los canales oficiales de Woody Woodpecker en YouTube. La segunda temporada se lanzó en 2020. La tercera temporada se lanzó en 2022.

## Videojuegos
- Woody Woodpecker#1, Woody Woodpecker #2, y Woody Woodpecker #3 (1994) para 3DO Interactive Multiplayer.
- Férias Frustradas do Pica Pau (1996) para Mega Drive/Genesis y Sega Master System (solo en Brasil)
- Woody Woodpecker Racing (2000) para Dreamcast, PlayStation, PC y GBC, version cancelada de Nintendo 64.
- Woody Woodpecker: Escape from Buzz Buzzard Park (2001) para GBC, PC y PS2.
- Universal Studios Theme Parks Adventure (2001) para Nintendo GameCube.
- Woody Woodpecker in Crazy Castle 5 (2002) para Game Boy Advance.
- Woody Woodpecker: Wacky Challenge (2010) para teléfonos móviles.
- Woody Woodpecker In Waterfools (2011) para teléfonos móviles.
- Woody Woodpecker (2012) para iOS.
- Fruit Kitchen Kids Game for Woody Woodpecker Edition (2016) para iOS.

## Cómics
- New Funnies (1942) (Dell)
- Walter Lantz New Funnies (1946) (Dell)
- Walter Lantz Andy Panda (1952) (Dell)
- Walter Lantz Woody Woodpecker (1952) (Dell)
- Woody Woodpecker's Back to School (1952) (Dell)
- Woody Woodpecker Meets Scotty MacTape (1953) (St)
- Woody Woodpecker in Chevrolet Wonderland (1954) (Western Publishing.)
- Woody Woodpecker's Country Fair (1956) (Dell)
- Woody Woodpecker Tells You How to Win Big Prizes (1956) (Western Publishing.)
- Walter Lantz Woody Woodpecker (1962) (Gold Key)
- Walter Lantz Space Mouse (1962) (Gold Key)
- Walter Lantz Woody Woodpecker Summer Fun (1966) (Gold Key)
- Woody Woodpecker and the Meteor Menace (1967)
- Woody Woodpecker: The Sinister Signal (1969)
- Walter Lantz Woody Woodpecker Christmas Parade (1969) (Gold Key)
- Golden Comics Digest (1969) (Gold Key)
- Walter Lantz Woody Woodpecker (1974) (Rosnock)
- Woody Woodpecker (1977) (Cóndor Verlag)
- Woody Woodpecker (1991) (Harvey)
- Woody Woodpecker and Friends (1991) (Harvey)
- Woody Woodpecker 50th Anniversary Special (1991) (Harvey)
- Woody Woodpecker Summer Special (1993) (Harvey)

## Curiosidades

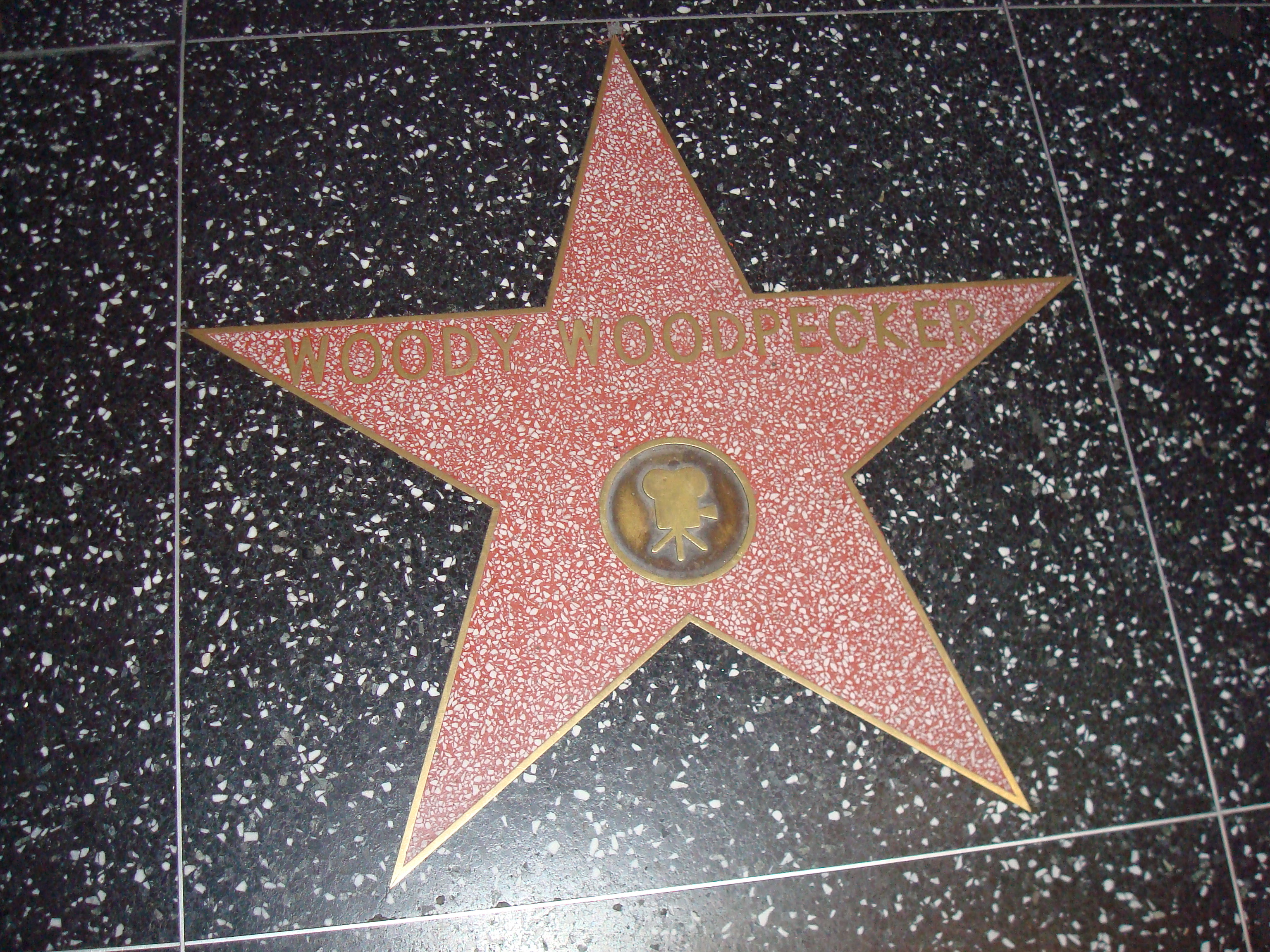
Estrella del Pájaro Loco en el paseo de la fama de Hollywood.

- La imagen del Pájaro Loco apareció pintada durante las temporadas 1998 y 1999 de la Fórmula 1 en el flanco derecho del morro delantero de los Williams FW 20 y FW21, ya que Universal era patrocinadora del equipo en esa época. La utilizada en 1998 consistía en una imagen de su cabeza con una gran sonrisa y unas gafas de piloto sobre la frente.[9] La imagen de 1999 era mucho más elaborada, arriesgada, y también atractiva. En ella daba la impresión de estar volando a gran velocidad, además flanqueado por un óvalo azul y blanco con la inscripción “Williams F1”, aunque dicha figura ya se había introducido en el tramo final de 1998.[10]

- Los nombres de los personajes de la caricatura Woody y Buzz, son la referencia para los nombres de los personajes homónimos de la película Toy Story de Disney-Pixar. [cita requerida]